# Заря (Владимирская область)
Заря — деревня в Ковровском районе Владимирской области России, входит в состав Новосельского сельского поселения.

## География
Деревня расположена в 9 км на восток от центра поселения посёлка Новый и в 7 км на юг от райцентра города Ковров.

## История
После Великой Отечественной войны деревня входила в состав Шашовского сельсовета Ковровского района, с 1950 года — в составе Бельковского сельсовета, с 1958 года — в составе Великовского сельсовета, с 1972 года — в составе Новосельского сельсовета, с 2005 года — в составе Новосельского сельского поселения.

## Население
| 2002 | 2010 | 2021 |
| ---- | ---- | ---- |
| 1    | →1   | ↗21  |